# Stan Ridgway
Pour les articles homonymes, voir Ridgway.
Stanard Ridgway, plus connu sous le nom de Stan Ridgway est un chanteur, auteur-compositeur américain né le 5 avril 1954 à Barstow (Californie). Il a écrit de nombreuses musiques de film et de séries télévisées. Le timbre caractéristique de sa voix, la qualité artistique de ses compositions et l'originalité de ses albums solo ont fait sa réputation. Il fut le chanteur du groupe Wall of Voodoo.

## Discographie

### Solo

#### Albums Studio
- The Big Heat (IRS, 1986)
- Mosquitos (Geffen, 1989)
- Partyball (Geffen, 1991)
- Black Diamond (Birdcage, 1995)
- The Way I Feel Today (Disinformation, 1998)
- Anatomy (Ultramodern/New West, 1999)
- Snakebite (redFLY, 2004)
- Neon Mirage (A440, 2010)
- Mr. Trouble (A440, 2012)

#### Live
- Stan Ridgway Live: “Poolside with Gilly”: The “Partyball” Tour: The Strand, Hermosa Beach, CA 1991 (Dis-Information, 2001)
- Stan Ridgway Live: The “Beyond Tomorrow” Show: The Coach House 3/16/90 (Dis-Information, 2002)
- Stan Ridgway Live in NYC: The “Black Diamond” Tour: The Mercury Lounge 6/17/96 (Dis-Information, 2002)
- Stan Ridgway Live: The Mosquitos Tour: The Ancient Town of Frankfurt  December 6, 1989 (Dis-Information, 2002)

#### Compilations
- Songs That Made This Country Great (IRS, 1992) – A 'Best-of' collection, including material recorded with Wall Of Voodoo
- The Drywall Project/The Drywall Incident (TWA, 1996) – Two-disc compilation of Drywall's "Work the Dumb Oracle" and music recorded for the film "The Drywall Project"
- Film Songs (EP) (TWA, 1997) – A compilation of individual songs written for various films
- Holiday in Dirt (Ultramodern/New West, 2002) – B-sides, outtakes and rarities
- The Complete Epilogues (A440, 2011) – Outtakes from "Neon Mirage" and assorted live tracks and demos

### Avec Pietra Wexstun
- Blood: Miniature Paintings of Sorrow and Fear (Dis-Information, 2003)
- Silly Songs For Kids, Volume 1 (A440, 2009)

### Comme membre de Wall of Voodoo
- Wall of Voodoo (EP) (EP) (Index, 1980)
- Dark Continent (album) (IRS, 1981)
- Call of the West (IRS, 1982)

#### Compilations
- Granma's House (IRS 1983)
- The Index Masters (BMG/Restless, 1999) remastered release of "Wall of Voodoo" EP with additional concert tracks

### Comme membre de Drywall
- Work the Dumb Oracle (IRS, 1995)
- Barbeque Babylon (redFLY, 2005)

### DVD
- Holiday in Dirt:14  short films of the Music of Stan Ridgway DVD (Ultramodern/New West, 2005)

### Daisy Bell
Stan Ridgway interprète une des dix-neuf versions de Daisy Bell (Harry Dacre, 1892) reprises sur l'album concept sorti le 13 mai 2014, The Music Gay Nineties Old Tyme: Daisy Bell, initié par le peintre Mark Ryden.

## Singles
| Années | Titres                                    | Place dans les charts | Place dans les charts | Place dans les charts | Place dans les charts | Albums                 |
| Années | Titres                                    | Australie             | Pays-Bas              | UK                    | Alternative Songs     | Albums                 |
| ------ | ----------------------------------------- | --------------------- | --------------------- | --------------------- | --------------------- | ---------------------- |
| 1984   | "Don't Box Me In" (avec Stewart Copeland) | –                     | –                     | –                     | –                     | Rusty James Soundtrack |
| 1986   | "Drive, She Said"                         | 60                    | –                     | –                     | –                     | The Big Heat           |
| 1986   | "Camouflage"                              | 76                    | 11                    | 4                     | –                     | The Big Heat           |
| 1986   | "The Big Heat"                            | 91                    | –                     | –                     | –                     | The Big Heat           |
| 1989   | "Goin' Southbound"                        | –                     | –                     | –                     | 8                     | Mosquitos              |
| 1989   | "Calling Out to Carol"                    | –                     | 23                    | 91                    | 13                    | Mosquitos              |
| 1991   | "I Wanna Be a Boss"                       | –                     | –                     | –                     | 13                    | Partyball              |

## Musiques de films
- Rusty James (1983), réalisé par Francis Ford Coppola (chanson du générique de fin Don't Box Me In, avec Stewart Copeland)
- Terminus (1986), réalisé par Pierre-William Glenn (générique)
- Slam Dance (1987), réalisé par Wayne Wang (chanson Bing Can't Walk)
- Pump Up the Volume (1990), réalisé par Allan Moyle (chanson Talk Hard)
- Future Kick (1991), réalisé par Damian Klaus (musique du film)
- Floundering (1994), réalisé par Peter McCarthy (générique & My Drug Buddy (par la suite renommé Amnesia à l'occasion de la sortie de Holiday In Dirt))
- Melting Pot (1997), réalisé par Tom Musca (musique)
- Death Smokes a Big Cigar (1997), réalisé par Franco Riccardi (musique)
- Error In Judgment (1998), réalisé par Scott Levy (musique)
- Desperate But Not Serious (1999), réalisé par Bill Fishman (musique)
- Speedway Junky (1999), réalisé par Nick Perry (musique)
- The Keening (1999), réalisé par Alex & Andrew Smith (musique)
- Simpatico (1999), réalisé par Matthew Warchus (chanson du générique de fin)
- $pent (2000), réalisé par Gil Cates Jr. (musique)
- Vengeance (2001), réalisé par Brian Belefant (chansons)
- Desert Saints (2002), réalisé par Richard Greenberg (chanson)

### Artistes associés
- Wall of Voodoo
- Pete McRae (en)
- Hal Willner
- Frank Black and the Catholics
- The Flesh Eaters (en)
- The Divine Horsemen (en)
- The Ray Campi Quartet
- The Fibonaccis (en)
- Roger McGuinn